# ウィーン気質 (オペレッタ)

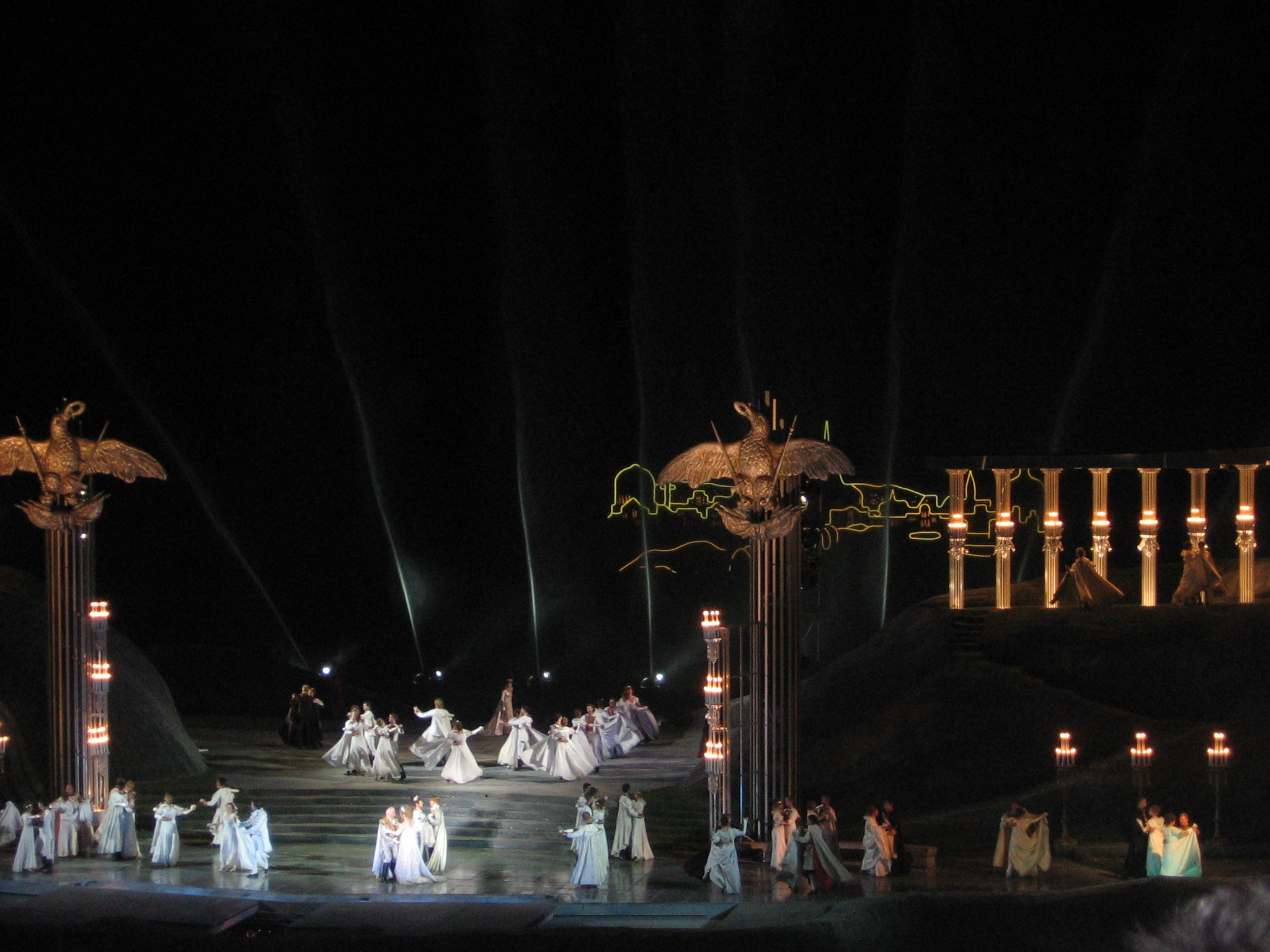
2007年にメルビッシュ湖上音楽祭で行われたオペレッタ『ウィーン気質』の公演

『ウィーン気質』（ウィーンかたぎ、ドイツ語: Wiener Blut）は、ヨハン・シュトラウス2世の同名のワルツ『ウィーン気質』を中心とするシュトラウスの既成曲を多く用いて構成されたオペレッタ。
『こうもり』、『ジプシー男爵』、『ヴェネツィアの一夜』と並ぶ人気の高いオペレッタである。

## 概要
シュトラウス2世は自身の旧作をオムニバス形式に集めたオペレッタを作曲しようと考え、かつて作曲したワルツと同名の『ウィーン気質』をタイトルとすることを決めた。1899年にシュトラウス2世が死去したため未完に終わったが、シュトラウス2世の友人であった指揮者アドルフ・ミュラー2世が完成させた。ヴィクトール・レオンとレオン・シュタインの台本に基づく。
物語的には19世紀初頭のウィーン会議を背景として、『こうもり』風の人違いコメディに、北ドイツVS南ドイツ（オーストリア、バイエルン）の地方気質（陽気なウィーン娘に見えるペピは実はプロイセン人として設定されており、最終的には南北の組み合わせで三つのカップルになっていく）を絡ませ、統一ドイツから除外されてしまった斜陽のオーストリア帝国のノスタルジーも反映したものとなっている。南北ドイツの訛りを生かした演出が行われることも多い。第2幕の二重唱や第3幕のフィナーレでワルツ『ウィーン気質』が歌われる。